# Liriomyza guadeloupensis
Liriomyza guadeloupensis är en tvåvingeart som beskrevs av Martinez 1992. Liriomyza guadeloupensis ingår i släktet Liriomyza och familjen minerarflugor.
Artens utbredningsområde är Guadeloupe. Inga underarter finns listade i Catalogue of Life.